# Carlos Barreda Aldámiz-Echevarría
Carlos de Barreda Aldámiz-Echevarría (Santurce, Vizcaya, 23 de agosto de 1925-17 de julio de 2020) fue un militar español, subsecretario de la marina mercante entre 1977 y 1978.

## Biografía
Su pasado familiar en la Armada se remonta a los años 1700. Hijo de Carlos de Barreda Terry, capitán de corbeta de la Armada Española comandante al mando del submarino B-5 que desapareció en aguas de Estepona (Málaga) durante la Guerra Civil Española. También fue nieto del capitán de navío José Antonio Barreda Miranda, autor de varios libros de navegación de la Escuela Naval Militar. Asimismo siendo tataranieto del almirante general Blas de la Barreda.
El capitán Carlos de Barreda Terry (padre de Carlos) embarca como 2.º Comandante en el Sánchez Barcaíztegui el 22 de febrero de 1935. Allí  permanece hasta el 18 de julio de 1936 es desembarcado y más tarde obligado a embarcar en el B-5 bajo control del comité impuesto por el Gobierno Republicano. Desde esa fecha permanece en Málaga incluso cuando el submarino se traslada a Cartagena para ser reparado.[cita requerida]
Barreda estuvo bajo vigilancia por la propia tripulación y por un comisario político del PCE, siendo desarmado debido a sus convicciones monárquicas. En una ocasión comentó a su esposa su deseo de pasar al vado nacional. Por otro lado había comentado a compañeros de promoción que, en caso de no poder pasarse a zona nacional, se limitaría a no atacar a objetivos nacionales, mientras la tripulación se lo permitiese y que, en el momento de no poder aguantar más la situación, procedería al sabotaje de buque.[cita requerida]

## Trayectoria militar
En 1945 ingresó por oposición en la Escuela Naval Militar desempeñando diversos destinos en buques de la Armada hasta 1951, año en que, a petición propia, pasó a la situación de retirado. Aparte de capitán de corbeta ha ocupado relevantes cargos en el sector naviero español, entre los que se encuentra el cargo de Subsecretario de la Marina Mercante entre 1977 y 1978, en sustitución de Enrique Amador Franco. Barreda fue el primer civil que accedió al cargo. Su labor como subsecretario fue la de la reestructuración de la marina mercante y de la flota pesquera de altura. También fue nombrado vocal del Consejo de Administración del Instituto Nacional de Industria en 1977.

## Fallecimiento
Carlos Barreda falleció a los noventa y cuatro años el 17 de julio de 2020.

## Cargos
Ocupó los siguientes cargos:
- Presidente de la Real Liga Naval Española.[7]
- Vocal del Consejo de Administración del Instituto Nacional de Industria en 1977.[6]
- Subsecretario de la Marina Mercante.[4]
- Director Gerente de Buques Tanques Reunidos S. A
- Presidente de FIDALMAR (Federación Internacional de Ligas y Asociaciones Marítimas y Navales), 1993.[7]
- Presidente de la Asociación de Navieros Españoles
- Director general de Compañía Marítima Gulf S. A.[8]
- Presidente de Maroil.[9]
- Presidente de Marpetrol S. A.
- Director general de la Asociación de Navieros Españoles (ANVE).[10]

## Condecoraciones
Obtuvo las siguientes condecoraciones:
- Gran Cruz del Mérito Naval con distintivo blanco.[11]
- Gran Cruz del Mérito Civil.[12]
- Medalla de Oro de la Cruz Roja Española

## Publicaciones
- Nova Imago Mundi. La imagen del nuevo mundo sepués de la primera navegación. (2002). Madrid.[13]